# Římskokatolická farnost Křetín
Římskokatolická farnost Křetín je územní společenství římských katolíků s farním kostelem svatého Jeronýma. Farnost je součástí boskovického děkanství v rámci brněnské diecéze. Do farnosti patří kromě Křetína také vsi Dolní Poříčí, Prostřední Poříčí, Vranová a Vřesice.

## Historie farnosti
Ves byla původně církevním majetkem, ve 13. století náležela zřejmě do majetku řádu templářů. První zmínka o faře pochází z roku 1574. Původní křetínský kostel stál přibližně v místě kostela dnešního. Stavba však byla ve špatném stavu, byla v 17. století zbourána a nahrazena novým barokním kostelem. V roce 1852 při požáru obce shořela střecha kostela včetně báně, poškozen byl i interiér.

## Duchovní správci
Po roce 1898 zde na zámku působil jako zámecký kaplan Pavel Huyn, pozdější brněnský biskup (1904–1916) a pražský arcibiskup (1916–1919).
Jako duchovní zde od roku 1988 působil R. D. Mgr. Zdeněk Veith, nejdříve jako administrátor, od října 2010 do července 2014 jako farář. Od 1. srpna 2014 byl farářem ustanoven R. D. Mgr. Michal Polenda.

## Bohoslužby
| Kostel                  | Místo  | Bohoslužba (den) | Hodina | Poznámka     |
| ----------------------- | ------ | ---------------- | ------ | ------------ |
| kostel svatého Jeronýma | Křetín | neděle           | 8.30   | farní kostel |

## Aktivity ve farnosti
Den vzájemných modliteb farností za bohoslovce a bohoslovců za farnosti brněnské diecéze i Adorační den připadá na 3. ledna.